# Джеймс Уилсън (Д-р Хаус)
Джеймс Евън Уилсън, Доктор по медицина, (на английски: James Evan Wilson, M.D.) е измислен персонаж от медицинската драма „Хаус“. Ролята се изпълнява от Робърт Шон Ленард. В българския дублаж Уилсън се озвучава от Тодор Николов от първи до седми сезон и от Димитър Иванчев в осми. В шести епизод от седми сезон по изключение се озвучава от Ивайло Велчев.